# Geografija Slovenije (zbirka)
Geografija Slovenije je zbirka knjiga koju izdaje Geografski institut Antona Melika. Prva knjiga objavljena je 1998. godine, a sadržavala je posljednje rezultate u geografskim istraživanjima u Sloveniji. Zbirka se fokusira na fizičku geografiju, antropogeografiju i regionalnu geografiju Slovenije kao i na slovensku geografsku terminologiju, slovensku toponomastiku i slovensku tematsku kartografiju.

## Vanjske poveznice
- Geografija Slovenije  Arhivirana inačica izvorne stranice od 19. listopada 2007. (Wayback Machine)